# Jan Štefela
Jan Štefela (Krnov, 20 de abril de 2001) es un deportista checo que compite en atletismo. Ganó una medalla de plata en el Campeonato Europeo de Atletismo en Pista Cubierta de 2025, en la prueba de salto de altura.

## Palmarés internacional
| Campeonato Europeo en Pista Cubierta | Campeonato Europeo en Pista Cubierta | Campeonato Europeo en Pista Cubierta | Campeonato Europeo en Pista Cubierta |
| Año                                  | Lugar                                | Medalla                              | Prueba                               |
| ------------------------------------ | ------------------------------------ | ------------------------------------ | ------------------------------------ |
| 2025                                 | Apeldoorn (Países Bajos)             | Medalla de plata                     | Salto de altura                      |